# Évêché protestant à Jérusalem
L'Évêché protestant à Jérusalem fut de 1841 à 1886 une juridiction commune de l'Église d'Angleterre et de l'Union protestante des Églises. Son premier évêque fut Michael Solomon Alexander.

## Historique

### Une initiative prussienne, mais selon les règles anglicanes
Le projet d'établir une communauté permanente pour les Protestants en Terre sainte vient du roi Frédéric-Guillaume IV de Prusse qui veut renforcer la présence protestante au Levant, surtout face aux Orthodoxes protégés par la Russie et aux Catholiques protégés par la France. En 1840, il envoie Christian Karl Josias von Bunsen en Angleterre pour convaincre la Reine Victoria et l'Archevêque de Canterbury, William Howley, d'ériger une juridiction commune qui défendrait les intérêts des Protestants à Jérusalem.
Un fond de 30 000 Livres sterling est créé pour permettre la rémunération de l'évêque. Ce dernier devant être désigné alternativement par l'Église d'Angleterre et par le Royaume de Prusse, cependant, l'Archevêque de Cantorbéry avait un droit de veto sur les candidats proposés par les Prussiens. En 1841, le Bishops in Foreign Countries Act est voté par le Parlement du Royaume-Uni; il autorise l'érection d'un évêché à Jérusalem sous la juridiction de l'Archevêque de Cantorbéry, mais cet évêque n'aura pas l'obligation d'être sujet de la Couronne britannique ni de lui faire allégeance, de plus le clergé consacré par lui ne pourra pas exercer au Royaume-Uni.

Il est aussi décidé que les pasteurs qui desserviront les communautés allemandes seront installés et autorisés par l'Évêque de Jérusalem selon le rites anglicans, même si l'examen de leurs connaissances théologiques est effectué par l'Union protestante des Églises, enfin la juridiction de l'évêque devait aussi s'exercer selon le Canon anglican. Cette soumission aux canons de l'Église d'Angleterre provoque une certaine tension parmi les luthériens qui pensent ne pas être suffisamment reconnus.

### L'Évêché protestant de Jérusalem en pratique, un équilibre entre Luthériens et Anglicans

#### Le premier évêque: Michael Solomon Alexander
Le premier évêque protestant est un ancien rabbin converti au christianisme par le biais de la London Society for Promoting Christianity Among the Jews, Michael Solomon Alexander. Il est ordonné évêque le 7 décembre 1841 au Lambeth Palace et arrive à Jérusalem en janvier 1842.

Michael Solomon Alexander déploie une grande activité pour développer la présence protestante à Jérusalem, il travaille en particulier avec Hans Nicolajsen, un missionnaire danois de la London Society for Promoting Christianity Among the Jews. Il fonde en particulier une école professionnelle et un hôpital moderne. Mais ses relations sont très tendues, tant avec les autorités rabbiniques qui le considèrent apostat, qu'avec les autres Églises présentes à Jérusalem qui voient mal ce nouvel acteur dans un paysage religieux déjà divisé. Cependant Michael Solomon Alexander meurt assez rapidement le 23 novembre 1845 à Bilbéis.

#### Le grand bâtisseur: l'évêque Gobat
Conformément à l'accord entre les Églises d'Angleterre et de Prusse, ce sont les Prussiens qui désignent son successeur, Samuel Gobat, un missionnaire luthérien suisse, traducteur de la Bible en arabe. Au contraire de son prédécesseur qui cherchait surtout la conversion des Juifs et des Musulmans, Gobat concentre ses efforts vers les communautés chrétiennes déjà présentes à Jérusalem et dans tout le Moyen-Orient. D'autant qu'un firman de 1850 interdit la conversion des non-chrétiens au Protestantisme. Il invite aussi la Church Mission Society à envoyer des missionnaires dans son diocèse. Il fonde des œuvres charitables (orphelinats, hôpitaux, écoles) et bâtit la Christ Church avec l'aide de la London Society for Promoting Christianity Among the Jews. À partir de 1853, il reçoit aussi le soutien de la Jerusalemsverein qui soutient les communautés et œuvres luthériennes. En 1866, il intègre l'American colony de Jaffa sous sa juridiction. En 1871, il consacre la Christ Church de Nazareth qui devient la deuxième église anglicane en Terre-Sainte. Il ordonne aussi les deux premiers pasteurs protestants arabes de Palestine : Michael Ka'war et Seraphim Boutaji. Il meurt le 11 mai 1879.

### Des tensions croissantes entre Anglicans et Luthériens
Son successeur est un pasteur anglican en poste de 1861 à 1870 à la Christ Church de Jérusalem, Joseph Barclay. Il est nommé par l'Église d'Angleterre, conformément à l'accord, mais des tensions commencent à apparaître entre les Anglicans et les Luthériens, soutenus par l'Empereur allemand. Les tensions s'exacerbent rapidement à la suite de la mort de Barclay en octobre 1881. son successeur aurait dû être nommé par l'Église de Prusse, mais la volonté de l'Église d'Angleterre qu'il adhère aux Trente-neuf articles et soit ordonné selon le rite anglican empêche d'arriver à un accord.
Finalement, l'accord est aboli le 3 novembre 1886 par le Roi de Prusse, Guillaume Ier. En 1887, l'Église d'Angleterre nomme George Blyth comme évêque anglican de Jérusalem. Les Luthériens prennent leur indépendance dans le cadre de missions soutenues par l'Empire allemand et donnèrent naissance ensuite à l'Église évangélique luthérienne de Jordanie et de Terre sainte.

## Évêques
1. Michael Solomon Alexander : 1841-1846
2. Samuel Gobat : 1846-1879
3. Joseph Barclay : 1879-1881